# Isabel II de Espanha
Isabel II (Madrid, 10 de outubro de 1830 – Paris, 9 de abril de 1904), também conhecida como Isabel, a dos Tristes Destinos e a Rainha Castiça foi a Rainha da Espanha de 1833 até sua deposição em 1868. Ela chegou ao trono ainda criança, porém sua sucessão foi contestada pelos carlistas, que recusavam-se a reconhecer uma mulher como soberana, levando às Guerras Carlistas. Depois de um reinado conturbado ela foi deposta na Revolução de 1868, formalmente abdicando do trono em 1870. Seu filho Afonso XII tornou-se rei em 1874.

## Antecedentes

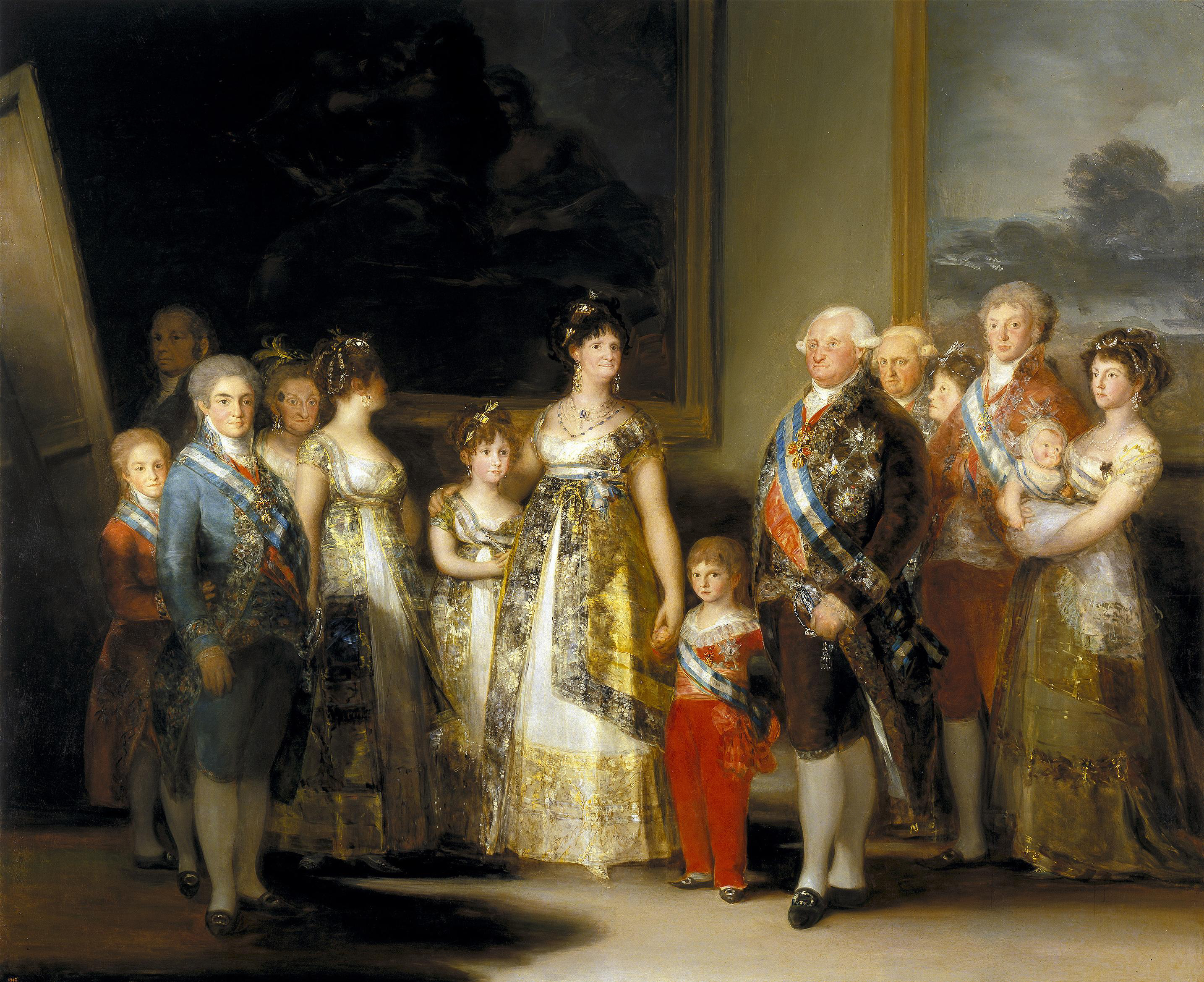
A família real espanhola em 1800.

Em 1829, o então rei espanhol Fernando VII já havia contraído três matrimônios — com a princesa napolitana Maria Antônia de Bourbon-Duas Sicílias em 1802, com a infanta Dona Maria Isabel de Portugal em 1816 e com a princesa Maria Josefa da Saxônia em 1819. Todavia, nenhuma de suas prévias esposas foram capazes de gerar um herdeiro saudável para o trono espanhol. Então, pela quarta vez, ainda em 1829, na data de 11 de dezembro de 1829, Fernando VII casou-se pela quarta vez com sua sobrinha a princesa de Maria Cristina de Bourbon-Duas Sicílias. O casal teve duas filhas: Isabel (futura Isabel II) e a infanta Dona Luísa Fernanda.
Nesta altura, na Espanha ainda vigorava a lei sálica, introduzida em 1713 por Filipe V, que proibia a sucessão feminina ao trono — apesar dos esforços do rei Carlos IV em revogar tal lei, que chegou até mesmo a ser ratificada pelas Cortes em 1789. Mas, devido aos acontecimentos conturbados das Guerras Revolucionárias Francesas e posteriores Guerras Napoleônicas, a lei não chegou a ser promulgada. Entretanto, ainda em 1830 o rei promulgou a Pragmática Sanção, para que a filha primogênita — e não seu irmão, o infante Dom Carlos Maria Isidro da Espanha, conde de Molina, pudesse herdar o trono.
Por sua vez, o infante Dom Carlos não reagiu bem à promulgação da Sanção, contestando-a e reafirmando a sua posição como legítimo herdeiro da coroa espanhola. Tal ruptura no ambiente familiar seria levada aos campos de batalha e compeliria a Espanha a violentas guerras civis — conhecidas como Guerras Carlistas, os conflitos liderados pelo infante contra a governação de sua sobrinha tiveram grande destaque na reestruturação da política espanhola no século XIX.

## Primeiros anos

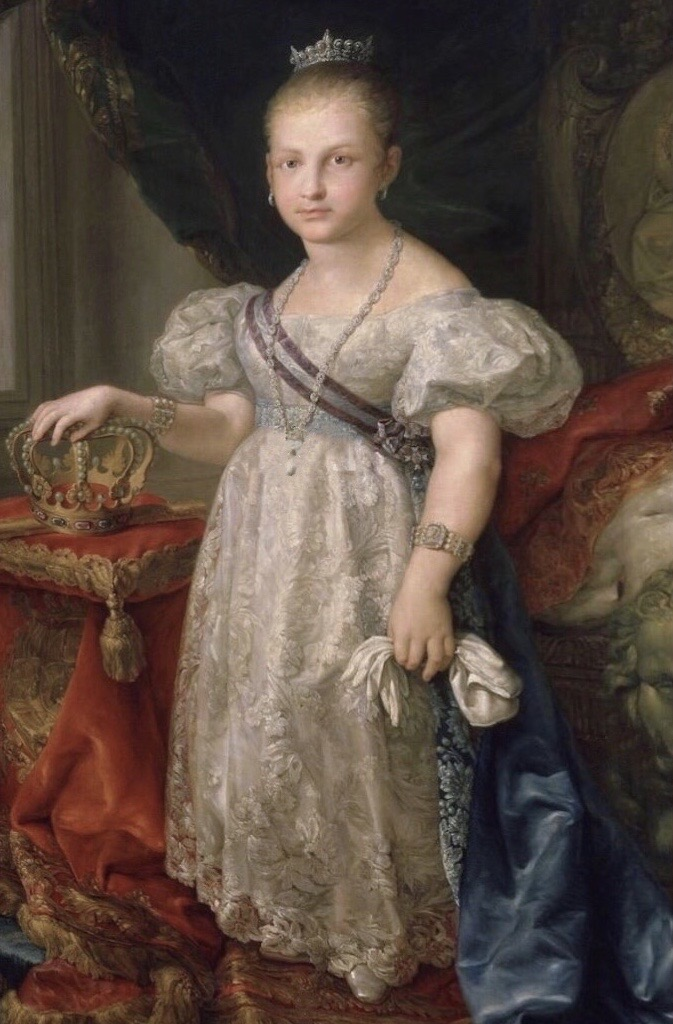
Retrato de Isabel II, por Vicente López Portaña, c. 1838-37.

Nascida em 10 de outubro de 1830 no Palácio Real de Madrid, membro da Casa de Bourbon, Maria Isabel Luísa de Bourbon e Bourbon-Duas Sicílias era a filha primogênita do rei espanhol Fernando VII e da sua quarta esposa, e sobrinha, Maria Cristina das Duas Sicílias. 
Isabel ascendeu ao trono com apenas treze anos de idade, após a morte do pai em 1833. Fernando, previamente, havia promulgado a Pragmática Sanção, que abolia a lei sálica e, consequentemente, revogava a proibição de mulheres de ascenderam ao torno. Tal ato levou a insurreição do infante Dom Carlos Maria Isidro da Espanha, conde de Molina, irmão mais novo de Fernando e, portanto, de acordo com a prévia lei sálica, herdeiro ao trono. A insurreição resultaria nas Guerras Carlistas.
Devido a pouco idade de Isabel, uma regência, encabeçada por sua mãe Dona Maria Cristina, foi criada para governar em seu lugar até que atingisse a maioridade; a regência de Isabel II persistiria por uma década, de 1833 até 1843 - encabeçada de 1833 até 1840 por Dona Maria Cristina e de 1840 até 1843 pelo General Espartero.
Apenas dois meses após a morte do marido, Dona Maria Cristina casou-se com seu amante, Agustín Fernando Muñoz y Sánchez (futuro Duque de Riánsares), então um sargento da guarda real. Durante todo o período regencial a rainha-regente escondeu suas seguidas gravidezes, inaceitáveis para seu papel sendo uma rainha-viúva. Todavia, devido a estas escandalosas gravidezes, que eram objeto de contestação pelos apoiadores de Dom  Carlos Maria Isidro, Maria Cristina foi substituída como regente pelo General Espartero, que conservaria o seu cargo até Isabel II atingir a maioridade, em 1843.

### Educação

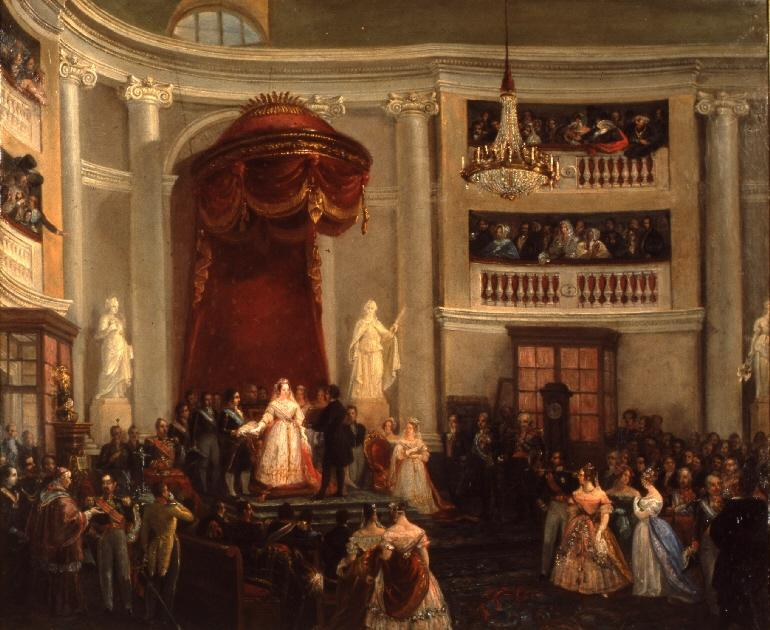
Isabel II jurando a constituição, por José Castelaro y Pere, c. 1844.

Isabel foi mal-educada; sua mãe estava muito ocupada com o seu novo marido e filhos e os tutores de Isabel eram, em sua maioria, políticos que não estavam interessados em conceder à jovem soberana uma educação esmerada. Por ser muito jovem os políticos tomaram todas as rédias do poder.
Os principais tutores da jovem rainha foram Agustín Arguelles, o professor José Vicente Ventosa e musicista Francisco Frontela e, entre estes tutores estavam Salustiano Olózaga, considerado um competente jurista. Isabel II recebeu uma educação para uma mulher da época - assuntos políticos não eram abordados, apenas assuntos domésticos, religião, idiomas e música. O Conde de Romanones apontou que, aos dez anos de idade, a jovem rainha sabia ler pouco, escrever, conhecia pouca matemática e era mal-educada em relação a etiqueta à mesa.
Paradoxalmente, foram estes mesmo tutores os responsáveis pela descoberta da vida sexual por Isabel - Olózaga foi acusado de desflorar a rainha, Ventosa foi expulso do palácio acusado de ser amante da rainha e Frontela, também apontado como um amante, foi condecorado com a Ordem de Carlos III. A natureza passional e generosa de Isabel II fizeram dela uma atrativa potencial amante.

## Casamento
Em 1843, Isabel foi declarada maior com apenas treze anos de idade; e a questão de seu casamento se tornou uma questão de Estado e até mesmo das demais cortes europeias, que não desejavam desbalancear alianças de poder pré-estabelecidas, iniciaram discussões acerca do futuro casamento da soberana espanhola. A mãe de Isabel, Maria Cristina, propôs o seu irmão o Conde de Trápani ou Leopoldo de Saxe-Coburgo-Koháry, primo da rainha Vitória do Reino Unido, como possíveis pretendentes à mão de Isabel, mas ambos foram rejeitados. O rei francês Luís Filipe I, que há muito vinha tentando intervir nas políticas espanholas, propôs dois de seus filhos, Henrique, Duque de Aumale ou Duque de Montpensier, este último acabaria por se casar com a irmã mais nova de Isabel. Alguns partidos espanhóis propuseram Carlos Luís de Bourbon e Bragança, filho do infante carlista Carlos Maria Isidro da Espanha, que abdicou de suas pretensões ao trono afim de facilitar essa possível aliança, mas Isabel recusou, apoiada por partidos liberais, que iniciariam a Segunda Guerra Carlista.
Por fim, o candidato escolhido como seu marido foi o seu primo-irmão o infante Francisco de Assis da Espanha, considerado homossexual, fraco e um futuro marido que não interferiria em assuntos de Estado. Conhecido como Paquita, Doña Paquita, Paquita Natillas ou Paquito Mariquito, sua homossexualidade era conhecida tanto pela família como pelo povo. Corriam versos em Madrid: "Isabelona, tan frescachona, y don Paquito, tan mariquito…". Posteriormente, Isabel comentaria acerca do marido: "O que eu poderia esperar de um homem que na noite de núpcias veste-se com mais renda do que eu."
Em 10 de outubro de 1846 em Madrid, numa cerimônia de casamento dupla, casaram-se Isabel com Francisco de Assis e a irmã mais nova de Isabel, a infanta Luísa Fernanda com Antônio, Duque de Montpensier, filho mais novo do rei francês Luís Filipe I.

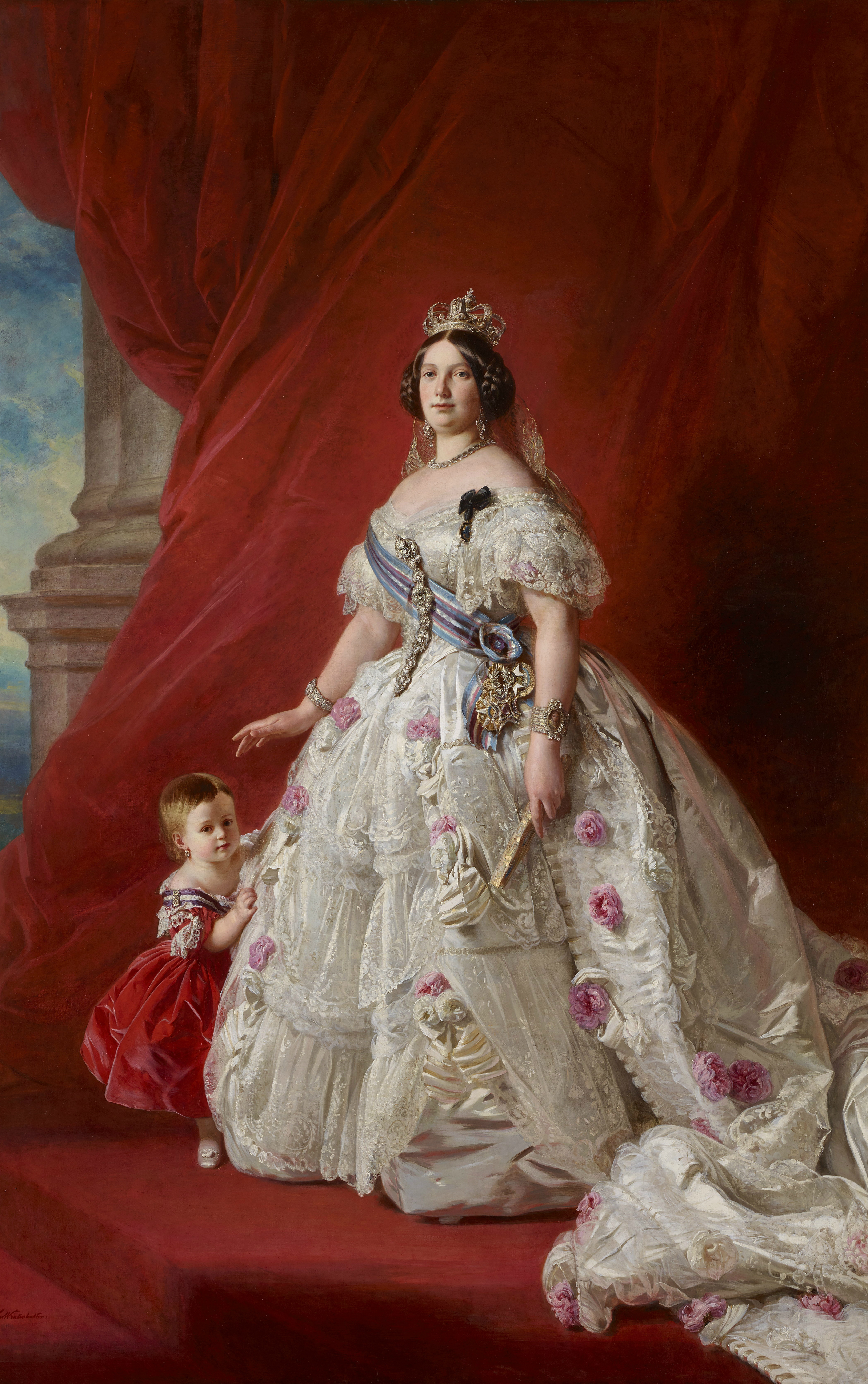
Retrato da rainha Isabel II da Espanha e sua filha Isabel.
Óleo sobre tela, por Franz Xaver Winterhalter, 1852. Localizado no Palácio Real de Madrid.

O casamento foi um desastre desde o início. Isabel estava enfadada com os hábitos do marido, abertamente homossexual. O casal imediatamente se separou e somente voltariam a compartilhar leito após a intervenção do General Narváez, do confessor de Isabel, o Arcebispo Antonio María Claret, e do próprio Papa Pio IX. Apesar do casamento infeliz o casal teve doze filhos, dos quais somente cinco chegaram à idade adulta. Todavia, a paternidade dos filhos de Isabel, ou boa parte deles, não é atribuída a Francisco de Assis, mas a muitos dos amantes da rainha.

### Amantes

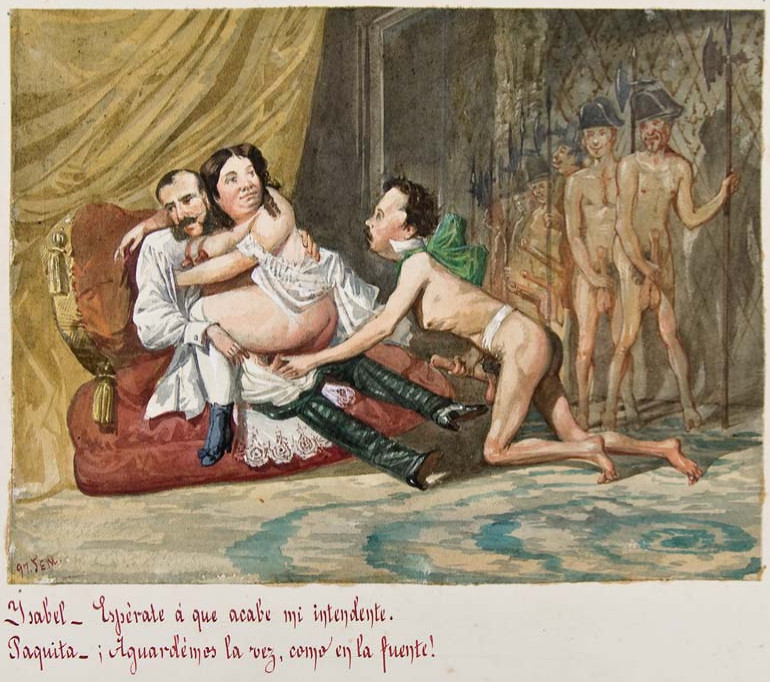
Los Borbones en pelota (Os Bourbons na punheta), aquarela satírica que ilustra os rumores da época acerca do casal real. A propaganda acusava Isabel, que tinha amantes, tais como Francisco Serrano y Domínguez, Manuel Antonio de Acuña, José María Ruiz de Arana, Enrique Puigmoltó and Carlos Marfori, de ninfomania, atribuição que permanece no imaginário popular até os dias atuais. Todavia, Isabel Burdiel, biógrafa de Isabel II, argumentou que tais acusações foram fabricadas por oponentes políticos da rainha e que o amancebamento de amantes era comum na realeza da época.

A vida privada de Isabel escandalizou tanto a corte quando a sociedade espanhola. A rainha tendia a ir para a cama às cinco da tarde e somente despertava às três da tarde do dia posterior. Seu primeiro amante "oficial" foi o General Francisco Serrano, quem Isabel apelidou-o como "bonito general" e escandalizou a corte o fato de Isabel o seguir através dos subúrbios de Madrid.
Outros amantes conhecidos eram o cantor José Mirall, o compositor Emiliano Arrieta, o Coronel Gándara, o Marquês Manuel Lorenzo de Acuña, o Capitão José María Arana, cuja paternidade da primeira filha de Isabel é creditada-a, o Capitão Enrique Puig Moltó, aparentemente pai do futuro rei Afonso XII da Espanha, o General O'Donnell, que foi removido de seu "ofício" pela influência de membros conservadores do clero que se aproximaram da soberana.
Enquanto isso, Francisco de Assis também matinha seus amantes, entre eles o seu amigo de longa data Antonio Ramón Meneses, com quem viveu o resto de sua vida. Tanto os amantes de Isabel como os de Francisco eram naturalmente aceitos pela corte, que, assim como outras cortes europeias, estava acostumada com a relação monarca e amantes. Francisco de Assis até mesmo recebeu grandes quantias de dinheiro para, supostamente, reconhecer os filhos de Isabel. Estipula-se um milhão de reais para cada criança nascida.
Todavia, apesar de possuírem amantes, tanto Isabel como Francisco eram religiosos. Francisco chegou até mesmo a conspirar contra o parlamento espanhol em favor de clérigos na política e favoreceu figuras da Igreja Católica. Entre os confessores do consorte estavam o Confessor Padre Fulgencio, e a Irmã Patrocinio, que exercia influência em ambos soberanos.
Enquanto Francisco de Assis residia no Palácio Real de Riofrio com seu círculo de amancebados, Isabel vivia separada no Palácio Real de Madrid com seu próprio séquito. Até mesmo com a queda da monarquia em 1868, Isabel e seu marido viveram vidas separadas no exílio em Paris; Isabel vivia no conhecido "Palácio de Castela" com o seu amante Marfori, antigo Ministro da Marinha e, posteriormente, com um sevilhano casado, José Ramiro de la Puente, capitão de artilharia, adido à embaixada espanhola.

## Reinado

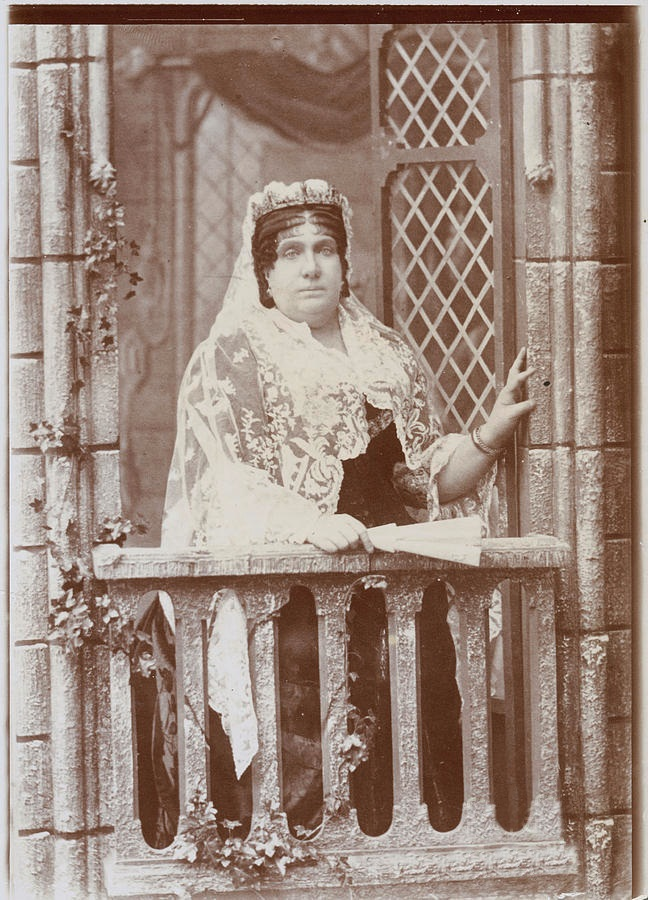
Isabel II no exílio, em Paris.

Uma das características do reinado de Isabel II seriam os numerosos golpes militares. Houve sete anos somente de guerra carlista. A Rainha-mãe (regente até 1849 por disposição testamentária do pai, assessorada por Conselho de Governo integrado por um cardeal, nobres, militares e magistrados) renunciou 1840 em favor de Baldomero Espartero.
Em 22 de abril de 1834 assinou-se o Tratado da Quádrupla Aliança entre Espanha, Portugal, Inglaterra e França. A Espanha foi ajudada por França e Portugal na 1.ª guerra carlista contra o conde de Molina, Dom Carlos (1833-1840) em que triunfaram os liberais no Convênio de Vergara, apesar da continuação da luta por Cabrera. Grande anarquia imperava, pedia-se a supressão dos conventos, e o chefe de Governo Juan Álvarez Mendizábal (de setembro de 1835 a maio de 1836) atendeu. Em 1836 subiram ao poder os moderados.
O seu cunhado, o duque de Montpensier, tinha intenções quanto ao trono, conspirava sem cessar para colocar nele a esposa. Por se meter em assuntos de Estado, terminou exilado várias vezes durante o instável reinado de Isabel. A rainha, após quatro décadas, foi afinal deposta pelo povo em 1868. A Revolução Militar Republicana de 17 de setembro de 1868, que os espanhóis chamaram La Gloriosa, até pensara na Infanta Luísa para a coroa mas a Espanha se cansara da sorte instável do reino, de ter um monarca  incapaz de restaurar a glória nacional. O seu reinado foi marcado por intrigas, rumores de escândalos, perturbações civis, grande instabilidade política.
A família real foi exilada do país basco, onde veraneava, para a França, entrando em Pau no final de setembro de 1868, protegidos por Eugênia de Montijo. Em Paris, radicaram-se Isabel II e seus filhos. Na atual Avenida Kleber número 19 ela comprou no mesmo ano a  mansão que batizou "Palácio de Castela", antigo hotel particular do colecionador Basilewski, pagando cerca de dois milhões de francos. Ali se ergue o Hotel Majestic, comprado pelo Estado em 1939.
Renunciou ao trono em Paris em 25 de junho de 1870 em favor do filho, o príncipe das Astúrias. Durante sete anos, a Espanha havia tentado achar um sucessor para os Bourbons afastados. Poucos príncipes europeus se arriscaram. No final, os próprios políticos que a exilaram foram vê-la em Paris. Isabel II não podia obter restauração, mas seu único filho parecia a escolha adequada. Em 1874, o Príncipe das Astúrias recebeu a oferta do trono vago da mãe, ao qual ascenderia como Afonso XII em 1875. Pela segunda vez em sete décadas, os Bourbons eram restaurados.
Isabel, pouco popular na Espanha, continuou na França, onde faleceu aos 73 anos de idade, em 1904.

## Descendência

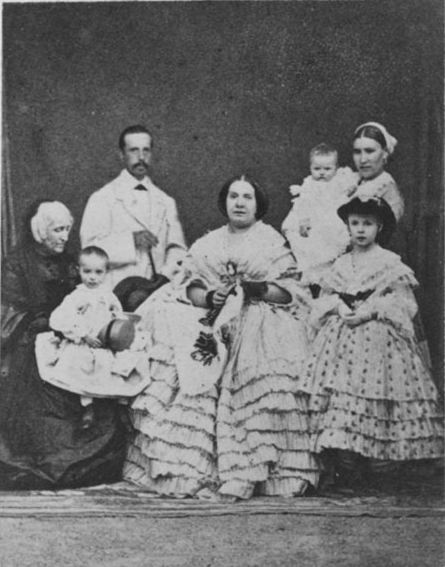
Fotografia da rainha Isabel II e sua família em 1860.
Fotografado por J laurent, 1860.

| Nome               | Imagem | Nascimento              | Morte                   | Observações |
| ------------------ | ------ | ----------------------- | ----------------------- | --- |
| Luís Fernando      |        | 20 de maio de 1849      | 20 de maio de 1849      | Infante da Espanha e Príncipe das Astúrias. Natimorto. |
| Fernando Francisco |        | 11 de julho de 1850     | 11 de julho de 1850     | Infante da Espanha e Príncipe das Astúrias. Morreu cinco minutos após o nascimento.                                                                           |
| Isabel             |        | 20 de dezembro de 1851  | 23 de abril de 1931     | Infanta da Espanha e Princesa das Astúrias, do seu nascimento até 1857 e de 1874 até 1880; Casou-se com Caetano, Conde de Girgenti em 1868, sem descendência. |
| Maria Cristina     |        | 5 de janeiro de 1854    | 7 de janeiro de 1854    | Infanta da Espanha. Morreu aos dois dias de vida. |
| Margarida          |        | 23 de setembro de 1855  | 24 de setembro de 1855  | Infanta da Espanha. Nascida prematura e morta com apenas um dia de vida.                                                                                      |
| Francisco de Assis |        | 21 de dezembro de 1856  | 21 de dezembro de 1856  | Infante da Espanha e Príncipe das Astúrias. Natimorto. |
| Afonso XII         |        | 28 de novembro de 1857  | 25 de novembro de 1885  | Rei da Espanha. Casou-se com Maria das Mercedes de Orleães em 1878, sem descendência. Casou-se com Maria Cristina da Áustria em 1879, com descendência.       |
| Maria da Conceição |        | 26 de dezembro de 1859  | 21 de outubro de 1861   | Infanta da Espanha. Morreu na infância. |
| Maria do Pilar     |        | 4 de junho de 1861      | 5 de agosto de 1879     | Infanta da Espanha. Não se casou, morreu aos 18 anos. |
| Maria da Paz       |        | 23 de junho de 1862     | 4 de dezembro de 1946   | Infanta da Espanha e Princesa da Baviera. Casou-se com Luís Fernando da Baviera em 1883, com descendência.                                                    |
| Eulália            |        | 12 de fevereiro de 1864 | 8 de março de 1958      | Infanta da Espanha e Duquesa da Galliera. Casou-se com Antônio, Duque da Galliera em 1886, com descendência.                                                  |
| Francisco Leopoldo |        | 24 de janeiro de 1866   | 14 de fevereiro de 1866 | Infante da Espanha. Morreu com três semanas de idade. |

## Títulos e honrarias

### Formas de tratamento e títulos
- 10 de outubro de 1830 – 29 de setembro de 1833: Sua Alteza Real, a Princesa das Astúrias
- 29 de setembro de 1833 – 25 de junho de 1870: Sua Majestade, a Rainha
  - no exílio: 25 de junho de 1870 – 10 de abril de 1904: Sua Majestade, a Rainha Isabel II de Espanha

A forma de tratamento e o título completo da monarca foram "Sua Majestade Católica, Dona Isabel II, Pela graça de Deus, e pela Constituição da monarquia espanhola, Rainha da Espanha".

### Honrarias
Nacionais:
- Soberana da Ordem do Tosão de Ouro
- Soberana Grã-Cruz da Ordem de Carlos III
- Grande Dama da Ordem das Damas Nobres de Espanha
- Grã-Cruz da Ordem de Isabel a Católica
- Grã-Cruz da Ordem do Mérito Militar de Espanha
- Grã-Cruz da Ordem do Mérito Naval da Espanha
- Grã-Cruz da Real e Militar Ordem de São Fernando[26]
- Soberana da Ordem de Calatrava
- Soberana da Ordem de Santiago
- Soberana da Ordem de Alcântara
- Soberana da Ordem de Montesa

Estrangeiras:
- Grande Cordão da Ordem de Santo Estêvão[27][28][29]
- Dama da Ordem da Cruz Estrelada (Primeira Classe)[30][31]
- Grande Cordão da Imperial Ordem de Nosso Senhor Jesus Cristo
- Grande Cordão da Imperial Ordem do Cruzeiro do Sul
- Grã-Cruz da Ordem do Espírito Santo
- Grã-Cruz da Ordem de São Miguel
- Grande Cordão da Legião de Honra
- Grã-Cruz da Ordem de Teresa
- Grã-Cruz da Ordem de Santa Isabel
- Grã-Cruz da Ordem da Coroa de Ruda
- Grã-Cruz da Ordem de Sidonia
- Dama da Ordem de Maria Ana
- Grã-Cruz da Ordem do Salvador
- Grande Colar da Ordem da Anunciação
- Grande Cordão da Ordem dos Santos Maurício e Lázaro
- Grande Cordão da Ordem da Coroa da Itália
- Grã-Cruz da Ordem Suprema de Cristo
- Grã-Cruz da Ordem de São Januário
- Grã-Cruz da Sagrada Ordem Militar Constantiniana de São Jorge
- Grande Cordão da Imperial Ordem de Guadalupe
- Grande Cordão da Imperial Ordem de São Carlos
- Grã-Cruz da Ordem de São Carlos
- Grã-Cruz da Ordem de Nossa Senhora da Conceição de Vila Viçosa[32]
- Grã-Cruz da Ordem Militar da Torre e Espada, do Valor, Lealdade e Mérito
- Grã-Cruz da Ordem de Santa Isabel